# گابی تسانگه
گابی زانگی (انگلیسی: Gabi Zange؛ زادهٔ ۱ ژوئن ۱۹۶۱) اسکیت‌باز سرعت اهل آلمان است. وی همچنین از برندگان مدال‌های بازی‌های المپیک زمستانی است.